# Abbaye de Bons
L'abbaye de Bons (ou de Bons-en-Bugey) située dans la commune de Chazey-Bons, dans l'Ain, est un monastère de moniales cisterciennes. Elle est fondée en 1155 ; en 1635, les entorses à la règle constatées y sont si graves que, non seulement le site est fermé et la communauté ramenée de force en ville, mais certaines religieuses sont excommuniées.

## Histoire

### Fondation
L'abbaye de Bons est fondée en 1155 par la fille d'Amédée III de Savoie, Marguerite. Les travaux de l'église abbatiale commencent à la fin du XIIe ou au début du XIIIe siècle.

### Moyen Âge
La période médiévale du monastère est très mal connue. À une date inconnue, la filiation de l'abbaye évolue : l'abbaye de Saint-Sulpice devient le référent monastique à la place de celle du Betton.
Toujours à une date inconnue, l'abbaye possède au moins un prieuré à Conzieu, où les religieuses développent entre autres la culture de la vigne.

### Déclin et fermeture
Au XVIe siècle, le logis abbatial semble avoir été reconstruit.
Au début du XVIIe siècle, Jean-Pierre Camus, évêque de Belley, se montre très critique contre les pratiques des religieuses du monastère. Son successeur Jean de Passelaigue se montre encore plus sévère, excommunie les sœurs et en réfère à Richelieu pour fermer le monastère et en ramener les religieuses à Belley, où elles sont installées dans la Grande-Rue. L'édifice reste toutefois dans le giron ecclésial jusqu'à la Révolution, où il est vendu comme bien national et petit à petit démantelé.

## Architecture
L'église a totalement disparu, à l'exception d'un pan de mur côté occidental ; l'ancienne nef est aujourd'hui occupée par un jardin. L'emplacement supposé du cloître est à l'est de l'église.
L'église abbatiale date du XIIe ou au début du XIIIe siècle. Sa nef de 7,4 mètres de largeur comptait trois travées de six mètres de longueur chacune. Le mur de l'église est épais d'environ 80 centimètres. L'édifice était probablement d'inspiration gothique : on retrouve des chapiteaux supportant des départs d'ogives.